# Dom Brás
Dom Brás C.R.S.A. (séc. XVI – Grijó, 4 de julho de 1582) foi um religioso português, compositor durante o período do Renascimento.

## Biografia
Da biografia de Dom Brás pouco se conhece. Foi sacerdote professo do Mosteiro de Santa Cruz de Coimbra. Como homem da Renascença dedicou-se a múltiplos ofícios, artes e ciências como a Música, Matemática, Escultura (em metal, madeira, marfim e pedra), Relojoaria e línguas antigas (grega, latina e hebraica).
Compôs muitas missas, motetes, magnificats entre outros trabalhos. Morreu, já em idade avançada no Mosteiro de Grijó em 4 de julho de 1582.

## Obras
- "Alelluia" (4 versões) a 3 e 4vv
- "Salve gemma confessorum" a 4vv[2]